# Кроткая (фильм, 1969)
«Кроткая» (фр. Une femme douce) — драма французского режиссёра Робера Брессона по одноимённой повести Фёдора Достоевского. Премьера фильма состоялась 19 сентября 1969 года в Финляндии.

## Сюжет
Молодая женщина сводит счёты с жизнью, не оставив никаких объяснений убитому горем Люку, своему мужу-ростовщику. В воспоминаниях всплывают их встреча, женитьба и её неудачные попытки приспособить свою жизнь к новым обстоятельствам. Возненавидев стремление Люка управлять ею, женщина решает убить мужа, но понимает, что не в состоянии сделать это.

## В ролях
- Доминик Санда[1] — женщина
- Ги Франген — Люк, её муж
- Жанна Лобрэ — Анна, горничная
- Клод Оллье — врач
- Жак Кэбадьян
- Жиль Сандье — глава города
- Доротея Бланк — медсестра

## Съёмочная группа
- Режиссёр-постановщик: Робер Брессон
- Автор сценария: Робер Брессон
- Оператор: Гислен Клоке
- Композитор: Жан Винер
- Продюсер: Маг Бодар
- Монтажёр: Раймон Лами
- Художник-постановщик: Пьер Шарбоннье
- Звукорежиссёр: Урбен Луазьё

## Награды
1969 — «Серебряная раковина» кинофестиваля в Сан-Себастьяне за лучшую режиссуру — Робер Брессон.